# Невесель
Невесель — река в России, протекает по Хвойнинскому району Новгородской области и Бокситогорском районе Ленинградской области. Река впадает в озеро Гусино, соединяющееся с озером Березорадинское. Длина реки составляет 17 км, площадь водосборного бассейна — 99 км².
Река протекает в безлюдной болотистой местности. Единственный населённый пункт у реки — деревня Спирово Анисимовского сельского поселения стоит на берегу озера Гусино примерно в километре от устья Невесели.

## Данные водного реестра
По данным государственного водного реестра России относится к Верхневолжскому бассейновому округу, водохозяйственный участок реки — Молога от истока и до устья, речной подбассейн реки — Реки бассейна Рыбинского водохранилища. Речной бассейн реки — (Верхняя) Волга до Куйбышевского водохранилища (без бассейна Оки).
Код объекта в государственном водном реестре — 08010200112110000006870.